# Upplands runinskrifter Fv1973;191
Upplands runinskrifter Fv1973;191 är ett vikingatida runstensfragment av sandsten som hittades vid Bro kyrka, Bro socken och Upplands-Bro kommun. Runstensfragmentet är 27x17x6 centimeter och runhöjden är 8 centimeter. Fragmentet hittades vid en gravgrävning fem meter norr om ingången till sakristian och 1,2 meter under nuvarande markyta. Det förvaras nu i kyrkans vapenhus.

## Inskriften
Translitterering av runraden:
...a : s...
Normalisering till runsvenska:
... ...